# Szadzko
Szadzko (niem. Saatzig) – wieś w Polsce położona w województwie zachodniopomorskim, w powiecie stargardzkim, w gminie Dobrzany, położona 2,5 km na południowy zachód od Dobrzan (siedziby gminy) i 23 km na wschód od Stargardu (siedziby powiatu). Wieś leży nad południowo-zachodnim brzegiem jeziora Szadzko.
W latach 1975–1998 miejscowość administracyjnie należała do województwa szczecińskiego.

## Historia
W 1336 pierwsza wzmianka o grodzie, który był siedzibą kasztelanii. W 1728 nastąpił upadek osady, zamek popadł w ruinę i został rozebrany, siedzibę władz przeniesiono do Wapnicy.
Od niemieckiej nazwy miejscowości pochodziła nazwa ziemskiego powiatu Saatzig z siedzibą w Stargardzie, będącym do 1945 roku odpowiednikiem współczesnego powiatu stargardzkiego.
W czasie II wojny światowej Niemcy utworzyli we wsi podobóz pracy przymusowej obozu jenieckiego Stalag II D.

## Zabytki i obiekty historyczne
- Ruiny kamienno-ceglanego kościoła z XV w. Obiekt zabytkowy[5]. Podczas walk w 1945 roku kościół uległ uszkodzeniu, nie został wyremontowany, wyposażenie przeniesiono do kościoła w Odargowie. Od początku lat 50. XX w. kościół zaczął popadać w ruinę. Pod kościołem krypta grobowa rodziny Dewitzów – książęcych administratorów zamku.
- Na placu przed kościołem żeliwny pomnik – obelisk upamiętniający poległych w czasie I wojny światowej mieszkańców Szadzka. Wśród wymienionych nazwisk również polskie – Karl Czerwanski.
- Rozległe grodzisko pierścieniowate z okresu kultury łużyckiej, z doskonale zachowanymi wałami ziemnymi.
- Pozostałość obronnego zamku nad Jeziorem Szadzkim z dobrze czytelnymi bastionami, głębokimi fosami i wałami ziemnymi. Pierwsza wzmianka o zamku pochodzi z roku 1336 i wspomina o rodzie von Steglitz, jako właścicielach Szadzka. Z. Radacki sugeruje czas budowy zamku na około czterdzieści lat wcześniej, po 1290 r., jednak regularny, prostokątny rzut warowni i istnienie w narożniku wieży o kwadratowej podstawie i cylindrycznej górnej części nawiązuje do zamków zakonu joannickiego – Łagowa, Swobnicy czy Pęzina, powstających od drugiej połowy XIV w. Nie można więc wykluczyć istnienia w Szadzku drewniano-ziemnej warowni, zastąpionej przez murowany zamek. W 1395 roku na zamku został zamordowany książę Warcisław VII. Widok zamku po renesansowej przebudowie przedstawia rycina z mapy Lubinusa (1618). W średniowieczu Szadzko, jako jedna z najpotężniejszych warowni księstwa pomorskiego była szczególnym celem dla brandenburczyków. Dwukrotnie – w 1445 oraz 1478 był przez nich zdobywany. Odbudowany przez księcia Bogusława X w końcu XV w. Zamek pozostawał istotną twierdzą dla księstwa pomorskiego także później. Przed rokiem 1533 bramę wzmocnił bastion, a mimo pożaru i renesansowej przebudowy po roku 1588 warowność zamku nadal była wysoka – powstał dodatkowy pierścień obwałowań o rzucie pięcioboku. Mimo to, w wyniku wojen szwedzkich Szadzko zostało opuszczone, a późniejsze próby odbudowy – ze względu na koszty – zostały przerwane. Od roku 1766 trwała powolna rozbiórka zamku, a po pożarze Dobrzan w roku 1781 materiał budowlany z zamku posłużył do odbudowy[6]. Ludwig Wilhelm Brüggemann w roku 1784 pisze o jeszcze widocznych potężnych murach, ale zaznacza, że nie nadają się już do zamieszkania. Do dzisiaj zachowały się potężne, trzynastometrowej wysokości obwałowania zamku i relikty murów.
- Dwór z XIX wieku;
- Wzgórze Czarownic (przy drodze z Szadzka do Ognicy).
- Lipa olbrzym św. Ottona (obok ruiny kościoła) o obw. 7,5 m[7].

## Turystyka
Przez Szadzko prowadzi czerwony Szlak Hetmana Stefana Czarnieckiego.